# رومل (ناوشکن آلمانی)
رومل (ناوشکن آلمانی) (به انگلیسی: German destroyer Rommel) یک کشتی بود که طول آن ۱۳۴ متر (۴۴۰ فوت) بود. این کشتی در سال ۱۹۶۹ ساخته شد.